# Moscow (Wisconsin)
Moscow – miasto w Stanach Zjednoczonych, w stanie Wisconsin, w hrabstwie Iowa.